# آنا يامادا
آنا يامادا (باليابانية: 山田杏奈) ممثلة يابانية، ولدت يوم 8 يناير 2001 في محافظة سايتاما.

## اعمالها

### مسلسلات
- Hana Moyu (2015) - في الحلقة الأولى.
- Age 12 (2015)
- Sumika Sumire (2016)
- Yonimo Kimyona Monogatari (2016)
- ساكي (2016)
- Setoutsumi (2017) - في الحلقة السابعة والعاشرة.
- Watashi ni batsu batsu shinasai! (2018)
- غرفة بلون السعادة (2018)
- الطبيب الجيد (2018) - في الحلقة الثانية.
- 10 no himitsu (2020)
- Araburu Kisetsu no Otome-domo yo (2020)

### أفلام
- Too Young to Die! Wakakushite Shinu (2016)

### الاداء الصوتي
- المحقق كونان: المهاجم الحادي عشر (2012)

## روابط خارجية
- آنا يامادا على موقع IMDb (الإنجليزية)
- آنا يامادا على موقع ميوزك برينز (الإنجليزية)
- آنا يامادا على موقع قاعدة بيانات الفيلم (الإنجليزية)